# Zlatko Horvat
Zlatko Horvat (ur. 25 września 1984 w Zagrzebiu) – chorwacki piłkarz ręczny, reprezentant kraju, występuje na pozycji prawoskrzydłowego. Występuje w chorwackim RK Zagrzeb.
W 2009 roku wywalczył srebrny medal mistrzostw Świata rozgrywanych w Chorwacji

## Kariera
- od 2002  Croatia Osiguranje Zagrzeb

## Osiągnięcia

### klubowe
- 2003, 2004, 2005, 2006, 2007, 2008, 2009, 2010: mistrzostwo Chorwacji
- 2003, 2004, 2005, 2006, 2007, 2008, 2009, 2010: puchar Chorwacji

### reprezentacyjne
- 2008: wicemistrzostwo Europy
- 2009: wicemistrzostwo Świata